# Philibert Pellin
Pour les articles homonymes, voir Pellin.

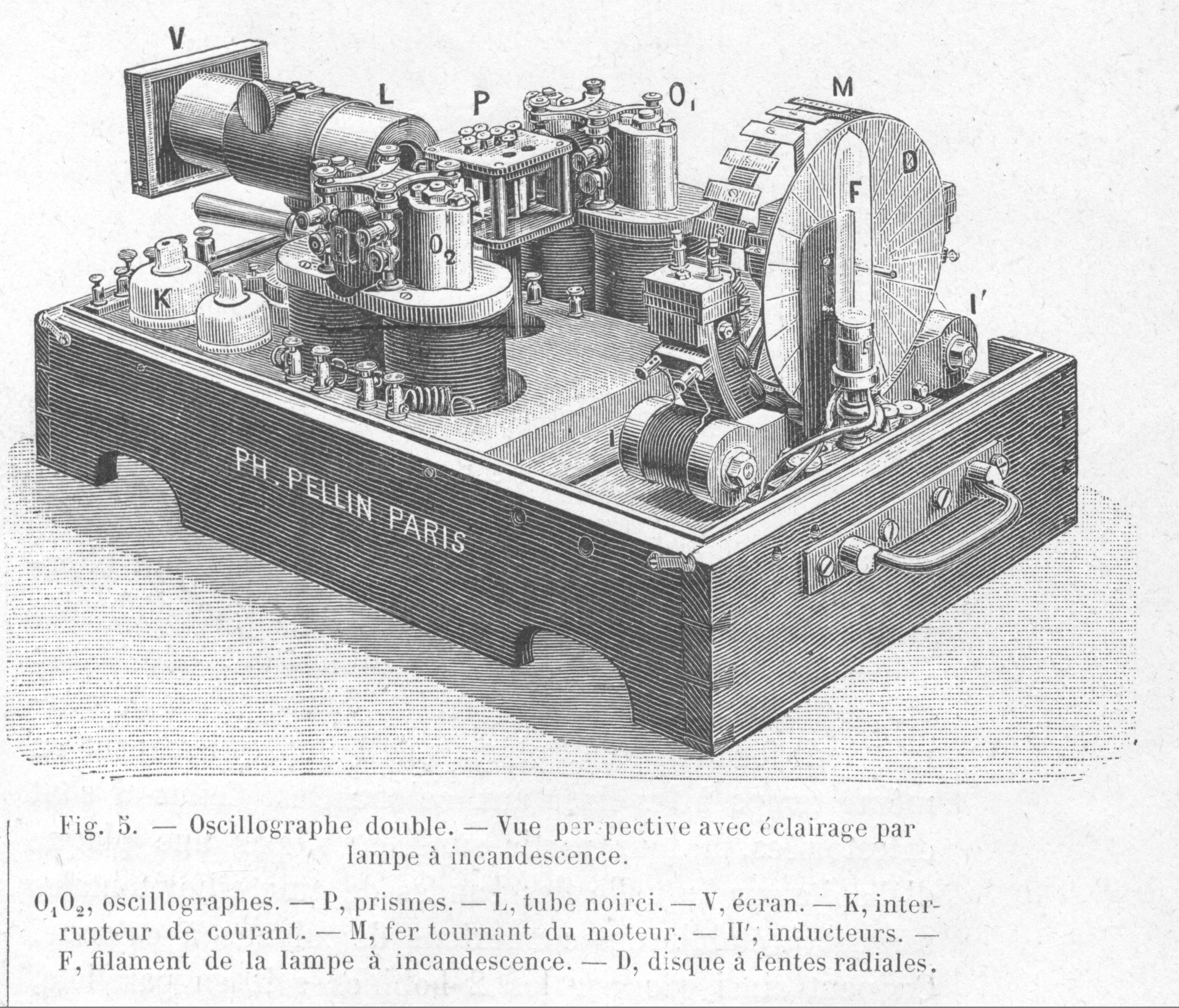
Oscillographe cathodique ou oscilloscope de Philibert Pellin, Paris en 1899.

François Philibert Pellin (dit parfois Philippe Pellin), né le 29 juillet 1847 à Paris, où il est mort le 5 février 1923, est un ingénieur-opticien français, co-inventeur du prisme de Pellin-Broca.

## Biographie
Ingénieur des arts et manufactures (Centrale Paris, Promotion 1870), Philibert Pellin s'associe avec Jules Duboscq, puis à sa mort reprend l'ensemble de la société sous le nom de Pellin, située à Paris au 21 rue de l'Odéon puis au 5 avenue d'Orléans. Il réalise la construction de nombreux instruments optiques pour les sciences ou l'industrie et souvent basés sur les propriétés physiques de la lumière (spectre, polarisation). Il invente avec André Broca un type de prisme à déviation constante nommé le prisme de Pellin-Broca.
Il est le fondateur du Syndicat patronal de l'optique et des instruments de précision dont il fut le président.
À sa mort, la maison Pellin est reprise par son fils Félix Pellin.

## Récompenses et distinctions
- chevalier de la Légion d'honneur (1894)
- officier de la Légion d'honneur (1912)